# Божко Олег Миколайович
Олег Миколайович Божко (нар. 18 липня 1967, Дніпропетровськ) — український радянський і український футболіст, український футбольний тренер.

## Біографія

### Ігрова кар'єра
Вихованець дніпропетровського спортінтернату. Перший тренер — Геннадій Шур. Виступав на позиції воротаря за павлоградські колективи «Колос» і «Шахтар», хабаровський СКА, в якому проходив військову службу.

### Тренерська кар'єра
Після закінчення активної кар'єри футболіста якийсь час пробував себе в бізнесі, але повернувся в футбольну середу, без якої не уявляє своє життя. З 2011 по 2012 роки працював тренером воротарів у «Дніпрі-2» (Дніпропетровськ), після чого зосередився на роботі з командою «Дніпро» U-19 (Дніпропетровськ). Також входив у тренерський штаб черкаського «Славутича», запорізького «Металурга» та вірменського «Гандзасара». З грудня 2016 року — тренер воротарів «Гірника-Спорт» (Горішні Плавні).

## Сім'я
Одружений. Дружина Ірина. Разом виховують двох синів — Миколу та Євгена.